# Pripoare, Mureș
Pripoare este un sat în comuna Sânger din județul Mureș, Transilvania, România.